# Prix du Conseil de Paris
Groupe 2
Le Prix du Conseil de Paris est une course hippique française de plat, qui se court sur l'hippodrome Paris-Longchamp, au mois d'octobre.
C'est une épreuve de Groupe II réservée aux pur-sang anglais mâles et femelles de 3 ans et plus, se disputant sur la distance de 2 200 mètres. Elle est dotée de 130 000  €, dont 74 100 € au vainqueur.

## Histoire
Créée en 1893, cette épreuve s'appelait à l'origine le Prix du Conseil municipal. Ce Prix du Conseil municipal était la deuxième course internationale majeure introduite par la Société d'encouragement. La première, le Grand Prix de Paris, avait été lancé 30 ans plus tôt. Contrairement à cette épreuve, qui était réservée aux chevaux de 3 ans, cette nouvelle course était ouverte aux chevaux âgés de 3 ans et plus. Avec à l'époque, ses 100 000 francs, elle était la deuxième course la mieux dotée en France après le Grand Prix de Paris. Avant la création du Prix de l'Arc de Triomphe, c'était l'événement le plus prestigieux au programme d'automne à Longchamp.
En 1971, le Prix du Conseil municipal est classé Groupe II, après l'intronisation du système actuel de classement des courses. Elle a été rebaptisée Prix du Conseil de Paris en 1974.
De 2015 à 2017, la course a été délocalisée sur l'hippodrome de Chantilly en raison des travaux de rénovations de l'hippodrome de Longchamp. En 2019, sa distance est ramenée de 2 400 mètres à 2 200 mètres.

## Palmarès depuis 2000
| Année | Vainqueur          | Pays               | Père              | Jockey               | Entraîneur             | Propriétaire                    | Temps    |
| ----- | ------------------ | ------------------ | ----------------- | -------------------- | ---------------------- | ------------------------------- | -------- |
| 2024  | Goliath            | Allemagne          | Adlerflug         | Christophe Soumillon | Francis-Henri Graffard | Resolute Bloodstock             | 2'28"65  |
| 2023  | Irésine            | France             | Manduro           | Marie Vélon          | Jean-Pierre Gauvin     | B. Millière, J.-P. Gauvin & al. | 2'17"99  |
| 2022  | Addeyebb           | Royaume-Uni        | Pivotal           | Tom Marquand         | William Haggas         | Cheikh A. Al Maktoum            | 2'24"49  |
| 2021  | Seachange          | France             | Siyouni           | Maxime Guyon         | Carlos Laffon-Parias   | Wertheimer & Frère              | 2'21"01  |
| 2020  | Baron Samedi       | Irlande            | Harbour Watch     | Mickaël Barzalona    | Joseph O'Brien         | Lech Racing Ltd                 | 2'31"50  |
| 2019  | Subway Dancer      | République tchèque | Shamardal         | Radek Koplik         | Zdeno Koplik           | Écurie Bonanza                  | 2'29"57  |
| 2018  | Listen In          | France             | Sea The Stars     | Aurélien Lemaître    | Freddy Head            | George Strawbridge              | 2'40"83  |
| 2017  | Traffic Jam        | France             | Duke Of Marmelade | Stéphane Pasquier    | Nicolas Clément        | Alexis Adamian                  | 2'32"13  |
| 2016  | One Foot In Heaven | France             | Fastnet Rock      | Christophe Soumillon | Alain de Royer-Dupré   | Fair Salinia Ltd                | 2'29"63  |
| 2015  | Ming Dynasty       | France             | King's Best       | Umberto Rispoli      | Mikel Delzangles       | Écurie Wildenstein              | 2'34"99  |
| 2014  | Manatee            | France             | Monsun            | Maxime Guyon         | André Fabre            | Godolphin                       | 2'40"96  |
| 2013  | Norse King         | France             | Norse Dancer      | Alexis Badel         | Myriam Bollack-Badel   | Jeff Smith                      | 2'84"81  |
| 2012  | Saga Dream         | France             | Sagacity          | Thierry Jarnet       | Freddy Lemercier       | Freddy Lemercier                | 2'47"62  |
| 2011  | Vadamar            | France             | Dalakhani         | Christophe Lemaire   | Alain de Royer-Dupré   | Aga Khan IV                     | 2'32"34  |
| 2010  | Prince Bishop      | France             | Dubawi            | Olivier Peslier      | André Fabre            | Godolphin                       | 2'40"80  |
| 2009  | Cirrus des Aigles  | France             | Even Top          | Franck Blondel       | Corine Barande-Barbe   | Jean-Claude Dupouy              | 2'33"50  |
| 2008  | Crossharbour       | France             | Zamindar          | Stéphane Pasquier    | André Fabre            | Khalid Abdullah                 | 2'34"70  |
| 2007  | Montare            | France             | Montjeu           | Christophe Lemaire   | Jonathan Pease         | G.Strawbridge                   | 2'29"40  |
| 2006  | Daramsar           | France             | Rainbow Quest     | Christophe Soumillon | Alain de Royer-Dupré   | Aga Khan IV                     | 2'30"90  |
| 2005  | Montare            | France             | Montjeu           | Christophe Lemaire   | Jonathan Pease         | G.Strawbridge                   | 2'32"10  |
| 2004  | Pride              | France             | Peintre Célèbre   | Davy Bonilla         | Alain de Royer-Dupré   | NP Bloodstock Ltd               | 2'39"10  |
| 2003  | Vallée Enchantée   | France             | Peintre Célèbre   | Dominique Bœuf       | Elie Lellouche         | D. Wildenstein                  | 2'29"30  |
| 2002  | Ange Gabriel       | France             | Kaldounevees      | Thierry Jarnet       | Eric Libaud            | Antonia Devin                   | 2'40"70  |
| 2001  | Yavana's Pace      | Royaume-Uni        | Accordion         | Darryll Holland      | Mark Johnston          | Joan Keaney                     | 2'44"40  |
| 2000  | Crimson Quest      | France             | Rainbow Quest     | Olivier Peslier      | André Fabre            | Sultan Al Kabeer                | 2'34'"40 |